# Khanpur
Khanpur é uma cidade do Paquistão localizada na província de Punjab.